# Pittsburgh Pipers 1969-1970
La stagione 1969-70 dei Pittsburgh Pipers fu la 3ª nella ABA per la franchigia.
I Pittsburgh Pipers arrivarono quinti nella Eastern Division con un record di 29-55, non qualificandosi per i play-off.

## Roster
| N°    | Naz.                   | Ruolo | Sportivo           | Anno | Alt. | Peso |
| ----- | ---------------------- | ----- | ------------------ | ---- | ---- | ---- |
|       | Stati Uniti (bandiera) | G     | Steve Chubin       | 1944 | 188  | 91   |
|       | Stati Uniti (bandiera) | A     | Lonnie Lynn        | 1943 | 201  | 98   |
|       | Stati Uniti (bandiera) | AC    | Bill McGill        | 1939 | 206  | 102  |
|       | Stati Uniti (bandiera) | C     | John Smith         | 1944 | 213  | 107  |
| 10    | Stati Uniti (bandiera) | G     | Chico Vaughn       | 1940 | 188  | 86   |
| 11    | Stati Uniti (bandiera) | G     | Justus Thigpen     | 1947 | 185  | 73   |
| 12    | Stati Uniti (bandiera) | A     | Dennis Hamilton    | 1944 | 203  | 95   |
| 12    | Stati Uniti (bandiera) | GA    | Art Heyman         | 1941 | 196  | 93   |
| 13    | Stati Uniti (bandiera) | AC    | Warren Davis       | 1943 | 198  | 96   |
| 13    | Stati Uniti (bandiera) | AC    | Stew Johnson       | 1944 | 203  | 100  |
| 14    | Stati Uniti (bandiera) | G     | Arvesta Kelly      | 1945 | 188  | 79   |
| 15    | Stati Uniti (bandiera) | A     | Larry Bergh        | 1945 | 203  | 95   |
| 21    | Stati Uniti (bandiera) | C     | Craig Raymond      | 1945 | 211  | 107  |
| 22    | Stati Uniti (bandiera) | G     | Barry Orms         | 1946 | 191  | 86   |
| 22    | Stati Uniti (bandiera) | G     | Stephen Vacendak   | 1944 | 185  | 84   |
| 23-45 | Stati Uniti (bandiera) | GA    | John Brisker       | 1947 | 196  | 95   |
| 24    | Stati Uniti (bandiera) | AC    | Mike Lewis         | 1946 | 203  | 102  |
| 25    | Stati Uniti (bandiera) | G     | George Thompson    | 1947 | 188  | 91   |
| 32    | Stati Uniti (bandiera) | AC    | Trooper Washington | 1944 | 201  | 98   |
| 34    | Stati Uniti (bandiera) | GA    | Maurice McHartley  | 1942 | 191  | 84   |
| 35    | Stati Uniti (bandiera) | A     | Wilbur Kirkland    | 1947 | 201  | 86   |
| 44    | Stati Uniti (bandiera) | G     | Charlie Williams   | 1943 | 183  | 75   |

## Staff tecnico
- Allenatori: John Clark (14-25) (fino al 12 gennaio)[1], Buddy Jeannette (15-30)